# Et spørgsmål om ære
Et spørgsmål om ære (originaltitel A Few Good Men) er en amerikansk krimi drama thriller film fra 1992, instrueret af Rob Reiner og skrevet af Aaron Sorkin.

## Medvirkende
- Tom Cruise – Løjtnant Daniel Kaffee
- Jack Nicholson – Oberst Nathan R. Jessep
- Demi Moore – Kaptajn JoAnne Galloway
- Kevin Bacon – Kaptajn Jack Ross
- Kiefer Sutherland – Løjtnant Jonathan Kendrick
- Kevin Pollak – Løjtnant Sam Weinberg
- James Marshall – Kaptajn Louden Downey
- John M. Jackson – Kaptajn West
- Cuba Gooding Jr. – Korporal Carl Hammaker
- Xander Berkeley – Kaptajn Whitaker